# Lampropholis coggeri
Lampropholis coggeri är en ödleart som beskrevs av  Ingram 1991. Lampropholis coggeri ingår i släktet Lampropholis och familjen skinkar. Inga underarter finns listade i Catalogue of Life.